# Cullen (nome)
Cullen  è un nome proprio di persona inglese maschile.

## Varianti
- Maschili: Cullan[2]

## Origine e diffusione
È una ripresa del cognome inglese e irlandese Cullen, che può avere diverse origini: 
- Dal nome della città tedesca di Colonia (a sua volta dal latino colonia ("colonia", "insediamento")[2][3][4]
- Dal nome della cittadina di Cullen, nel Banffshire[4]
- Forma anglicizzata di vari cognomi irlandesi, fra cui:
  - Ó Coileáin, che vuol dire "discendente di Coilean"[5]
  - Ó Cuilinn, che vuol dire "discendente di Cuileann" (Cuileann è basato sul termine cúillean, "agrifoglio")[6]
  - O'Cullinane, che vuol dire "discendente di Cuileannán" (Cuileannán può derivare da cuileán, "cucciolo", oppure da cúillean, "agrifoglio", combinato con il suffisso diminutivo -an)[2]

## Onomastico
Il nome è adespota, non essendo portato da alcun santo, quindi l'onomastico ricade il 1º novembre, giorno di Ognissanti.

## Persone
- Cullen Jenkins, giocatore di football americano statunitense
- Cullen Jones, nuotatore statunitense
- Cullen Loeffler, giocatore di football americano statunitense

## Il nome nelle arti
- Cullen Rutherford è un personaggio dei videogiochi della serie Dragon Age.